# Ochrotrichia xena
Ochrotrichia xena is een schietmot uit de familie Hydroptilidae. De soort komt voor in het Nearctisch gebied.